# Lacurbs nigrimana
Lacurbs nigrimana – gatunek kosarza z podrzędu Laniatores i rodziny Biantidae.

## Występowanie
Gatunek wykazany został z Wybrzeża Kości Słoniowej.